# Sanção Pragmática de 1549

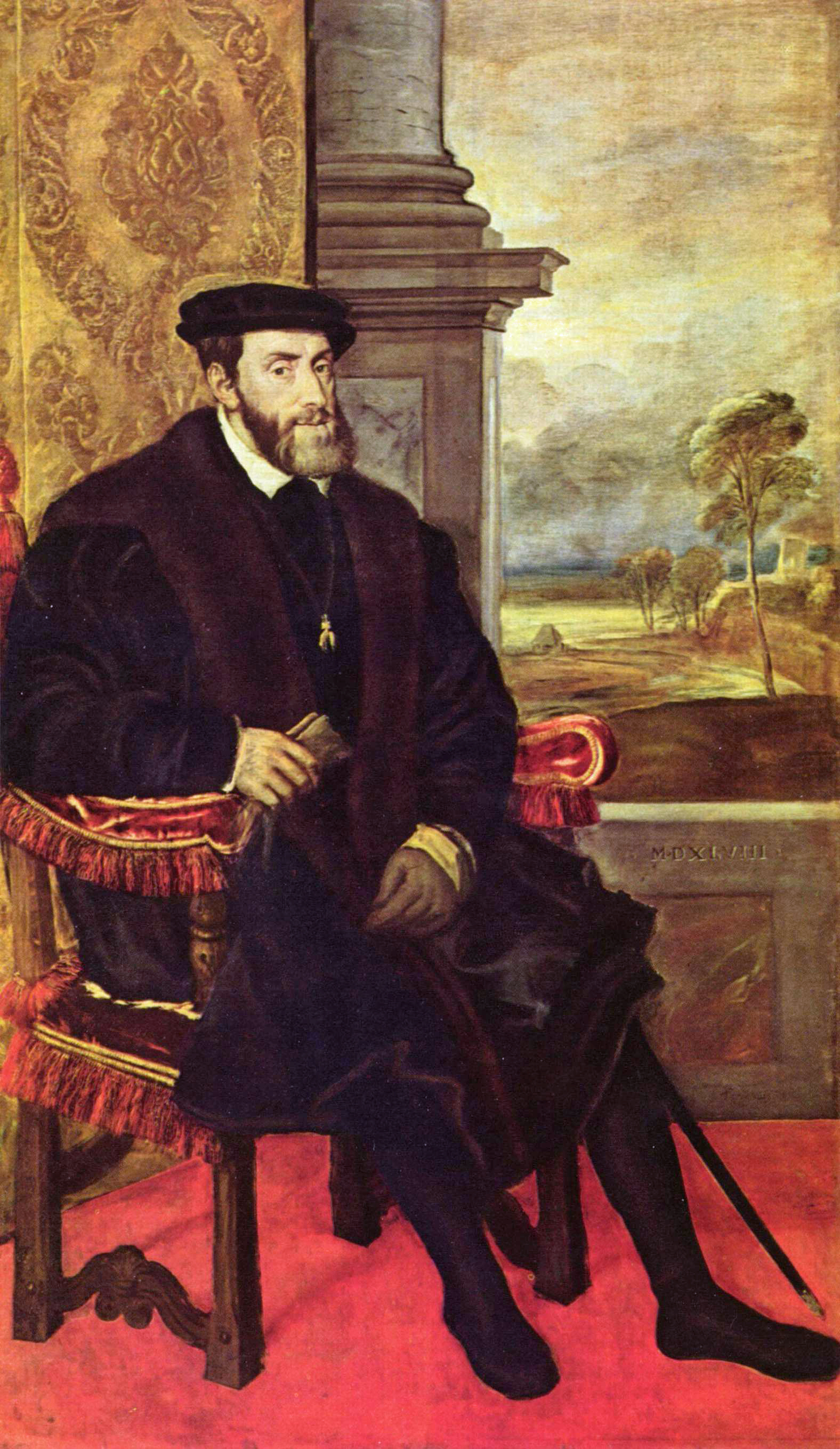
O Imperador Carlos V retratado por Ticiano em 1549.

A Pragmática Sanção de 1549 foi um édito, promulgado pelo imperador  Carlos V, reorganizando administrativamente os diversos territórios que compunham a região dos Países Baixos, designadas por Dezassete Províncias.
Tratava-se do plano do imperador para centralizar as unidades administrativas do Sacro Império Romano-Germânico. A Pragmática Sanção transformou este aglomerado de 17 feudos numa entidade unificada, da qual os Habsburgos seriam os herdeiros. Ao racionalizar a lei de sucessão nas Dezassete províncias e declarando que todas as dezassete províncias seriam herdadas pelo mesmo soberano, Carlos efetivamente uniu a região dos Países Baixos numa única entidade. 
Após a abdicação de Carlos V em 1555, as Dezassete Províncias passaram para o seu filho Filipe II de Espanha.
A Pragmática Sanção é referida como um exemplo de como os Habsburgos ignoraram os particularismos de cada feudo, contribuindo para a Revolta Holandesa. Casa uma das 17 províncias tinham as suas leis, alfândegas e práticas políticas próprias. A nova legislação, imposta do exterior, enfureceu muitos habitantes, que viam cada uma das suas províncias como entidades distintas. Este e outros atos monárquicos, como a criação de bispados e a promulgação de leis contra a heresia, alimentaram ressentimentos que provocaram a revolta neerlandesa contra o governo de Filipe II de Espanha.